# Saint-Pierre-du-Bosguérard
Saint-Pierre-du-Bosguérard è un comune francese di 1 049 abitanti situato nel dipartimento dell'Eure nella regione della Normandia.

## Società

### Evoluzione demografica
Abitanti censiti